# Mahmud Fajjad
Mahmud Fajjad (arab. محمود فياض, ur. 9 marca 1925 w Aleksandrii, zm. 18 grudnia 2002 tamże) – egipski sztangista, złoty medalista olimpijski i trzykrotny medalista mistrzostw świata.

## Kariera
Pierwszy sukces w karierze osiągnął w 1946 roku, kiedy podczas mistrzostw świata w Paryżu zdobył srebrny medal w wadze piórkowej. W zawodach tych rozdzielił na podium Szweda Arvida Anderssona i Moisieja Kasjanika z ZSRR. Na rozgrywanych dwa lata później igrzyskach olimpijskich w Londynie w tej samej kategorii zdobył złoty medal, ustanawiając jednocześnie nowy rekord świata w trójboju z wynikiem 332,5 kg. Pozostałe miejsca na podium zajęli Rodney Wilkes z Trynidadu i Tobago oraz Dżafar Salmasi z Iranu. Był to jedyny start olimpijski Fajjada. Poza tym złote medale zdobył również na mistrzostwach świata w Scheveningen w 1949 roku i mistrzostwach świata w Paryżu rok później. Były to pierwsze w historii złote medale dla Egiptu zdobyte w wadze piórkowej.